# Memorial Avelino Camacho 2008
El XX Memorial Avelino Camacho fue una prueba ciclista amateur, disputada en el concejo de Llanera (Asturias), el lunes 18 de agosto de 2008. La prueba, incluida en el calendario de la Copa de España del Porvenir, tuvo una distancia de 123,5 km.
La victoria fue para Gorka Izagirre del equipo Seguros Bilbao quien llegó en solitario a la meta con una ventaja de veintiocho segundos sobre Ángel Madrazo del Scott-American Beef que con este segundo puesto se adjudicaba la Copa de España del Porvenir.

## Clasificación final
| Posición | Ciclista          | Equipo                             | Tiempo     |
| -------- | ----------------- | ---------------------------------- | ---------- |
| 1.       | Gorka Izagirre    | Seguros Bilbao                     | 3h 16' 52" |
| 2.       | Ángel Madrazo     | Scott-American Beef                | + 28"      |
| 3.       | Rubén Palacios    | Seguros Bilbao                     | + 46"      |
| 4.       | David Fernández   | Diputación de León                 | + 46"      |
| 5.       | Higinio Fernández | Cueva El Soplao-Cantabria Infinita | + 53"      |
| 6.       | Adrián Legasa     | Suminan-Koplad                     | + 56"      |
| 7.       | Eneko Echeverz    | Naturgas Energía                   | + 59"      |
| 8.       | Juan José Lobato  | Cueva El Soplao-Cantabria Infinita | + 1' 01"   |
| 9.       | Francisco Cordón  | Andalucía-CajaSur                  | + 1' 01"   |
| 10.      | Andrés Sánchez    | Andalucía-CajaSur                  | + 1' 01"   |

| 11. | Rafael Valls            | Scott-American Beef                | + 1' 01" |
| 12. | Miguel Ángel Guerrero   | Ciudad de Oviedo                   | + 1' 04" |
| 13. | Jon Pardo               | Seguros Bilbao                     | + 1' 22" |
| 14. | Pablo Torres            | Caja Rural                         | + 1' 22" |
| 15. | Pablo Martínez          | Ciudad de Oviedo                   | + 1' 22" |
| 16. | Adrián Sáez             | Caja Rural                         | + 1' 22" |
| 17. | Mikel Landa             | Naturgas Energía                   | + 1' 22" |
| 18. | Sergio Vergara          | Diputación de León                 | + 1' 22" |
| 19. | Antonio García          | Scott-American Beef                | + 1' 22" |
| 20. | Ricardo Nuño            | Construcciones Paulino             | + 1' 22" |
| 21. | Vicente Rodrigo         | Scott-American Beef                | + 1' 39" |
| 22. | Eduard Prades           | Aluminios Sant Jordi               | + 1' 39" |
| 23. | Juan Sebastián Padilla  | Scott-American Beef                | + 1' 39" |
| 24. | Esteban Plaza           | Andalucía-CajaSur                  | + 1' 51" |
| 25. | Florentino Márquez      | Scott-American Beef                | + 1' 51" |
| 26. | David Gutiérrez         | Camargo-Ferroatlántica             | + 2' 09" |
| 27. | Ricardo García          | Naturgas Energía                   | + 2' 09" |
| 28. | Arturo Mora             | Camargo-Ferroatlántica             | + 2' 09" |
| 29. | Xavier Zabalo           | Caja Rural                         | + 2' 09" |
| 30. | Arnau Méndez            | Aluminios Sant Jordi               | + 2' 09" |
| 31. | David de la Cruz        | Aluminios Sant Jordi               | + 2' 09" |
| 32. | Mikel Ilundain          | Naturgas Energía                   | + 2' 09" |
| 33. | Eloy Carral             | Cueva El Soplao-Cantabria Infinita | + 2' 09" |
| 34. | Benet Abad García       | Cueva El Soplao-Cantabria Infinita | + 2' 09" |
| 35. | Alberto Morrás          | Seguros Bilbao                     | + 2' 13" |
| 36. | Francisco Javier Moreno | Caja Rural                         | + 2' 42" |
| 37. | José Ignacio Blanco     | Suminan-Koplad                     | + 3' 05" |
| 38. | Borja Castro            | Cueva El Soplao-Cantabria Infinita | + 3' 05" |